# George Price
George Price (Monticello, 29 novembre 1938) è un ex cestista statunitense, professionista nella ABL.

## Carriera
È stato selezionato dai New York Knicks all'ottavo giro del Draft NBA 1960 con la 58ª scelta assoluta.
Ha giocato in seguito nella ABL con gli Hawaii Chiefs e i Chicago Majors.